# Bella Flor
Bella Flor é uma escola de samba de Paso de los Libres, Argentina.

## Segmentos

### Presidentes
| Período        | Presidente      | Ref. |
| -------------- | --------------- | ---- |
| ? - atualidade | Ramón Fernández |      |

### Diretores
| Ano  | Diretor de Carnaval | Diretor geral de harmonia | Mestre de bateria              | Ref. |
| ---- | ------------------- | ------------------------- | ------------------------------ | ---- |
| 2017 |                     |                           |                                |      |
| 2018 |                     |                           |                                |      |
| 2020 |                     |                           | Brian Russo - Oscar Burzminski |      |
| 2022 |                     |                           |                                |      |

### Coreógrafo
| Ano  | Nome | Ref. |
| ---- | ---- | ---- |
| 2016 |      |      |
| 2017 |      |      |

### Casal de Mestre-sala e Porta-bandeira
| Ano  | Nome                                 | Ref. |
| ---- | ------------------------------------ | ---- |
| 2017 |                                      |      |
| 2018 |                                      |      |
| 2020 | Frederico Taborda y Gabrielly Camera |      |
| 2022 |                                      |      |

### Corte de bateria
| Período | Rainha          | Madrinha         | Ref. |
| ------- | --------------- | ---------------- | ---- |
| 2017    |                 |                  |      |
| 2018    |                 |                  |      |
| 2020    | Jenifer Zamudio | Beatriz Villalba |      |
| 2022    |                 |                  |      |

## Sambas
| Ano  | Colocação | Enredo | Carnavalesco | Intérprete       | Ref.  |
| ---- | --------- | --- | ------------ | ---------------- | ----- |
| 2017 |           | |              |                  |       |
| 2018 |           | |              |                  |       |
| 2019 |           | Não desfilou |              |                  |       |
| 2020 | 2.° Lugar | Crónicas del Valhalla (Crônicas de Valhalla) (Samba-enredo compuesto por)                                                                                             |              | Ronier Gutierrez | [ 5 ] |
| 2021 |           | Não desfilou |              |                  |       |
| 2022 | Campeã    | Un Poco de Miedo, de Historia y de Sueños (Um pouco de medo, história e sonhos) (Samba-enredo compuesto por Ramon Fernandez, Raul Pacheco y Eduardo "Pepi" Vignolles) |              | José Longhi      | [ 6 ] |